# 彩虹蛇

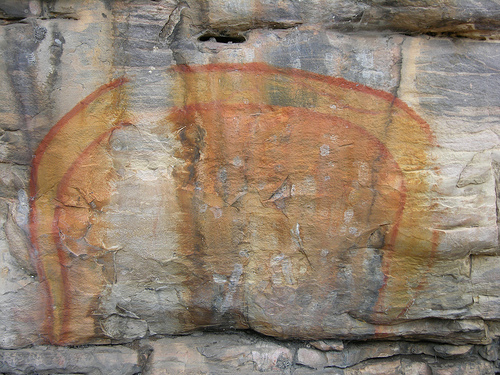
澳洲原住民關於彩虹蛇的岩壁畫。

彩虹蛇（Rainbow Serpent），是人類從彩虹的特性中幻想出來的傳說生物，被認為是職掌天雨的巨大神蛇。
彩虹蛇的神話傳說見於世界許多地域文化之中，當中以北美洲、澳大利亞、西非更為常見。澳洲對彩虹蛇有甚多命名及稱呼，最常見的有「虹蛇」（Yurlungur）。漢字中的「虹」字部首為「虫」，象徵蛇的形態，是天龍的一員，而且中國的「虹」有雌雄之分，雄性的虹故名為「虹」，雌性的虹則名為「蜺」。
而在澳洲神話中，彩虹之蛇更是和文字的誕生有密不可分的關聯。